# Manota palpalis
Manota palpalis är en tvåvingeart som beskrevs av Lane 1948. Manota palpalis ingår i släktet Manota och familjen svampmyggor. Inga underarter finns listade i Catalogue of Life.